# Ion Bazac
Ion Bazac (n. 27 iulie 1968, București, România) este un medic și politician român, membru al Partidului Social Democrat, care a îndeplinit între 22 decembrie 2008 și 2 octombrie 2009 funcția de ministru al sănătății în primul guvern Boc.
Ion Bazac deține împreună cu soția sa, Camelia Bazac, dealerul auto Forza Rossa, reprezentatul general Ferrari în România.